# Contaminazione chimica degli alimenti
La contaminazione chimica degli alimenti è definita come la presenza di sostanze chimiche tossiche negli stessi; l'origine di queste sostanze può essere naturale o antropica.
Contaminanti naturali sono ad esempio le tossine, come le micotossine e le tossine fungine; invece per i contaminanti di origine antropica distinguiamo:
1. pesticidi
2. metalli pesanti
3. sostanze da contenitori per alimenti (plastica, vetro, carta, metalli, ceramica)
4. da farmaci per l'uso veterinario
5. diossine
6. policlorobifenili
7. idrocarburi policiclici aromatici (es. benzopirene)
8. nanoplastiche.